# Tenkozobec hnědohlavý
Tenkozobec hnědohlavý (Recurvirostra novaehollandiae) je druh tenkozobcovitého ptáka, který se endemicky vyskytuje v Austrálii.

## Systematika
Druh formálně popsal francouzský ornitolog Louis Pierre Vieillot v roce 1816 jako Recurvirostra leucocephala. Vieillot druh zařadil k tenkozobcům do rodu Recurvirostra, kam ho řadí i moderní taxonomie. Druhové jméno novaehollandiae znamená novoholandský a odkazuje k Austrálii, která byla v minulosti známá jako Nové Holandsko.

## Popis

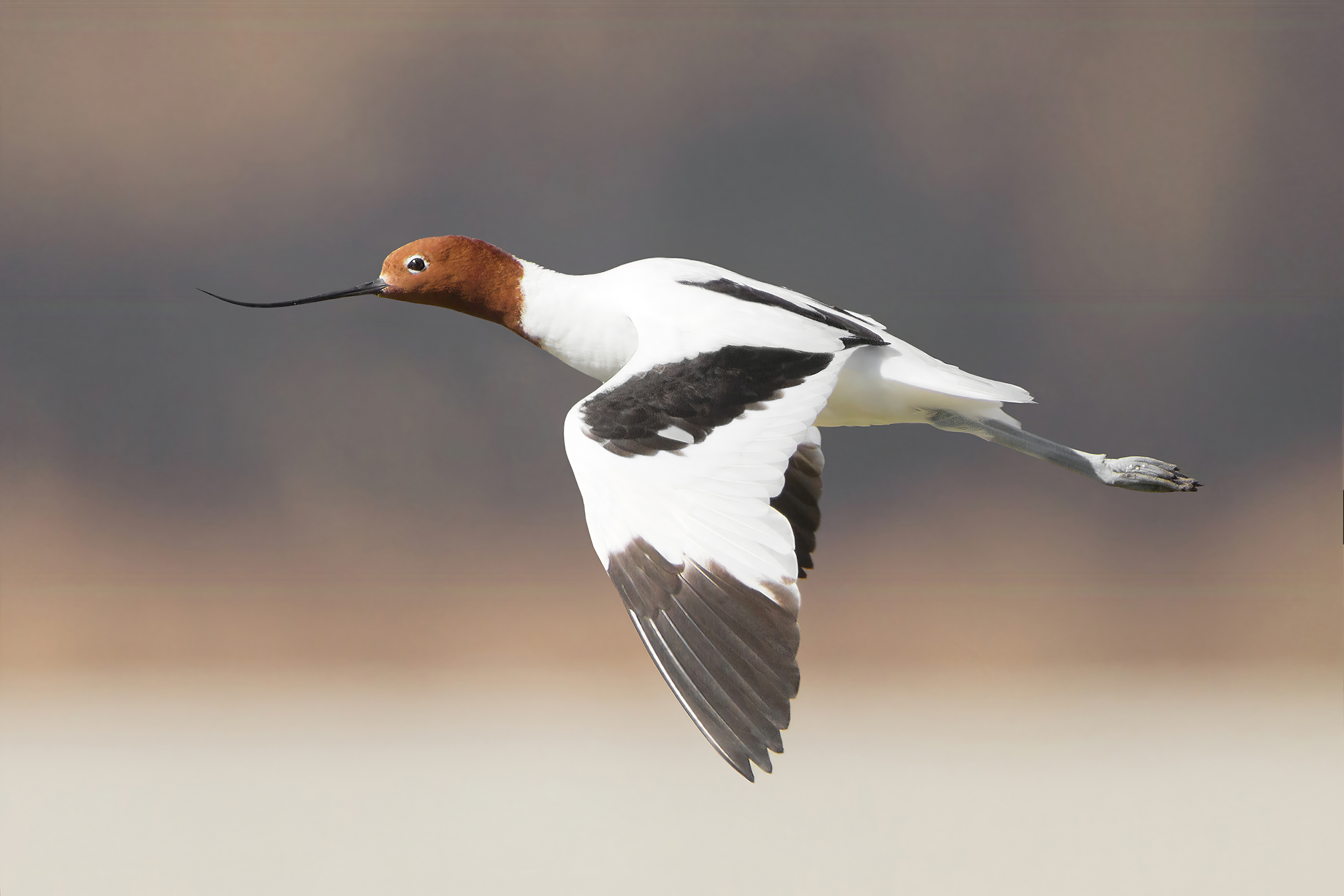
Tenkozobec hnědohlavý v letu (Západní Austrálie)

Jedná se o velkého, elegantně působícího dlouhokřídlého ptáka s nápadně zbarveným tělem pestrých tvarů. Tělo dosahuje délky 40–48 cm. Hlava a většina krku jsou sytě kaštanové, což nápadně kontrastuje s bílou hrudí a spodinou. Kaštanová barva v přední části krku zasahuje poměrně nízko, čímž utváří písmeno V. Kolem očí se nachází bílý oční kroužek, a bílá tenká okružní linka obepíná i kořen zobáku. Vnitřní část ramenních perutí je černá, což vytváří na hřbetě dva černé pruhy. Ramenní letky a horní krovky jsou černé, zbytek křídel je bílý. Černý zobák je tenký a dlouhý, na konci nápadně zahnutý nahoru. Duhovky jsou červenohnědé, nohy světle šedomodré. Nedospělý jedinec je podobný dospělci, avšak jeho hlava je méně kaštanová a tmavé opeření na křídlech je spíše tmavě hnědé než černé jako u dospělců.

## Výskyt

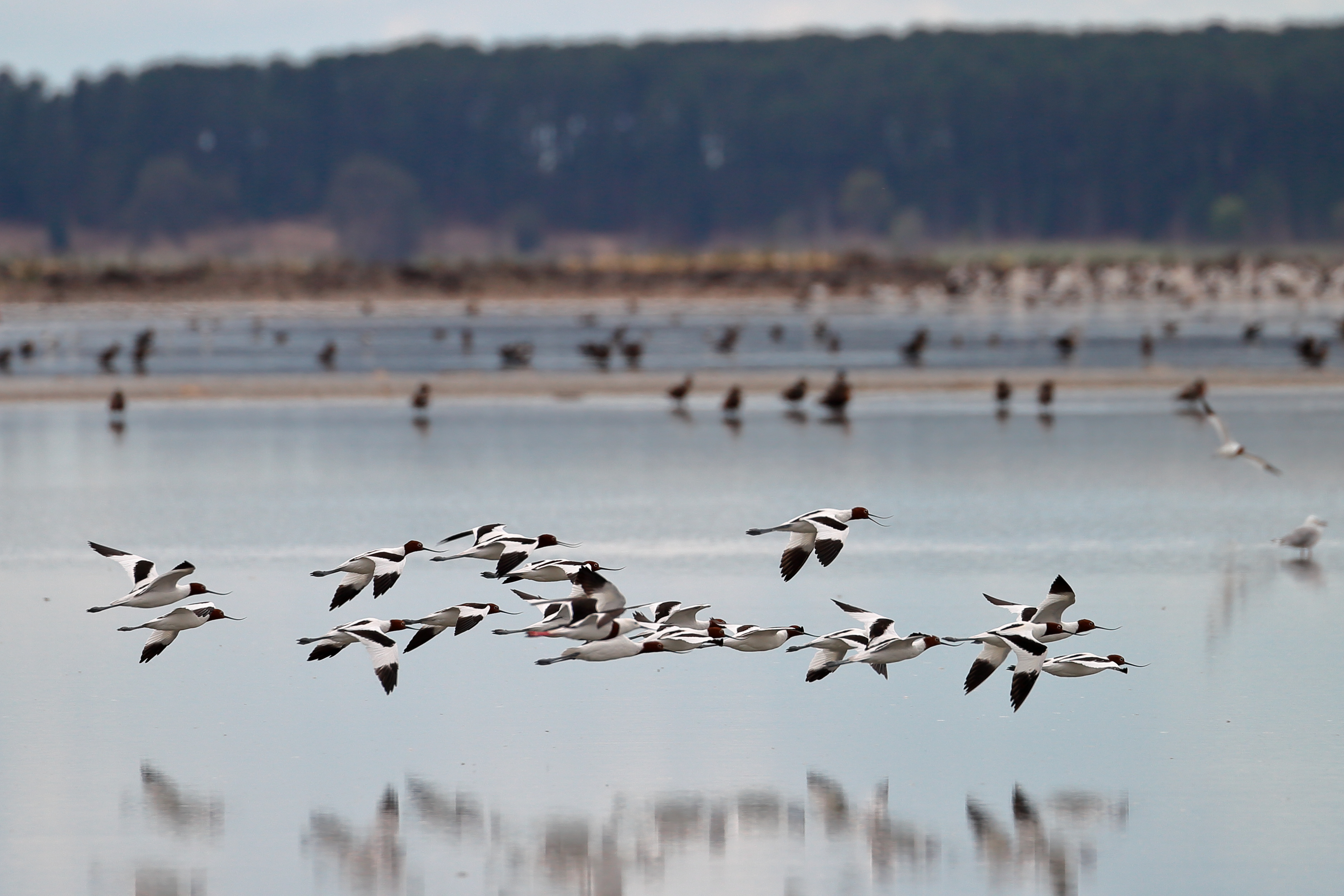
Hejno letících tenkozobců hnědohlavých (jezero Burrumbeet, Victoria)

Výskyt druhu je koncentrován na brakických a slaných vodách střední a jižní Austrálie na západ od Velkého předělového pohoří. Vzácněji se vyskytuje i na východním nebo severním pobřeží. Zbloudilí jedinci byli zaznamenáni v Tasmánii a na Novém Zélandu. Jedná se o málo dotčený druh s celkovou velikostí populace kolem 107 000 jedinců.

## Biologie a chování
Podobně jako někteří jiní tenkozobcovití, i tenkozobec hnědohlavý má vyvinuté blány zasahující až za polovinu délky prstů, což mu umožňuje efektivní plavání. Krmí se na vodních bezobratlých včetně korýšů, vodního hmyzu, červů a měkkýšů. Potravu si občas zpestří o semena.
Zahnízdění předchází poměrně nápadné námluvy, během kterých si tenkozobci čistí peří, uklání se, ponořují zobák do vody apod. Hnízdí samostatně nebo ve volně uspořádaných koloniích do velikosti přibližně 150 párů. Hnízdí většinou od srpna do prosince. Hnízdo představuje pouze jednoduchý důlek v zemi vystlaný vodní vegetací. Hnízdo bývá umístěno v těsné blízkosti vodní plochy. Samice klade kolem 4 olivově až bledě hnědě zbarvených vajec s hustými tmavě hnědými a šedými skvrnami. Rozměr vejce bývá kolem 48×33 mm. Inkubaci dlouhou 3–4 týdny zajišťují oba partneři.